# Bernard Fresson
Bernard Fresson (Reims, 27 maggio 1931 – Orsay, 20 ottobre 2002) è stato un attore francese.

## Biografia

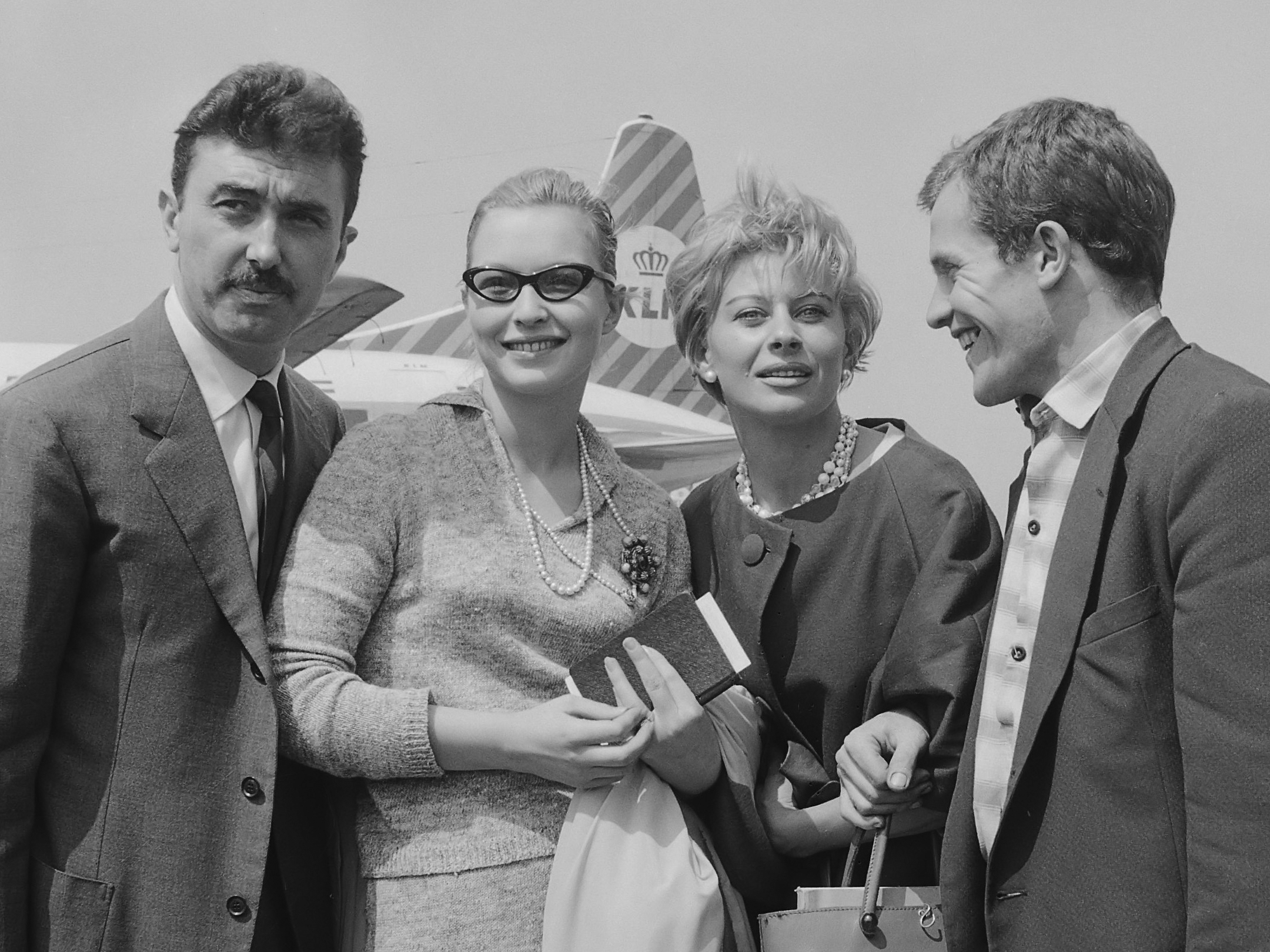
Da destra: Bernard Fresson, Magali Noël, Marina Vlady e Luciano Emmer (1960)

Bernard Fresson seguì corsi di recitazione a Parigi, dove era giunto per laurearsi in legge, all'HEC Paris e dove la conseguì nel 1953. Inizialmente si dedicò al teatro leggero. Il lancio sul grande schermo avvenne nel 1959, quando il regista Alain Resnais gli fece interpretare la parte del soldato tedesco, ucciso sotto gli occhi della protagonista, nel celebre film Hiroshima mon amour. Due anni più tardi ebbe una parte di rilievo nel film La ragazza in vetrina (1961) di Luciano Emmer, nel quale caratterizzò con credibilità il personaggio di un giovane italiano emigrato nei Paesi Bassi, dalla personalità timida e dai modi impacciati. Altrettanto vigorosa fu la sua interpretazione di un operaio nella pellicola Jeudi on chantera comme le dimanche (1967) del regista belga Luc de Heusch. 
Affermatosi come uno dei migliori caratteristi del cinema francese, negli anni successivi portò sullo schermo numerosi personaggi di grande forza interiore, alieni da compromessi e in lotta per valori ideali, aiutato da un aspetto fisico con corporatura robusta e con lineamenti marcati e schietti. Durante gli anni sessanta e settanta interpretò diverse pellicole sotto la direzione di grandi registi, come Luis Buñuel in Bella di giorno (1967), Henri-Georges Clouzot in La prigioniera (1968), Costa-Gavras in Z - L'orgia del potere (1969), Claude Sautet in Il commissario Pelissier (1971), John Frankenheimer in Il braccio violento della legge Nº 2 (1975), Roman Polański in L'inquilino del terzo piano (1976).
Negli anni ottanta e anni novanta partecipò a numerosi serial televisivi.

## Filmografia parziale

### Cinema
- Hiroshima mon amour, regia di Alain Resnais (1959)
- La ragazza in vetrina, regia di Luciano Emmer (1961)
- A briglia sciolta (La Bride sur le cou), regia di Jean Aurel (1961)
- Il giorno più lungo (The Longest Day), regia di Ken Annakin, Andrew Marton, Bernhard Wicki, Darryl F. Zanuck (1962)
- Colpo grosso a Parigi (Cent briques et des tuiles), regia di Pierre Grimblat (1965)
- Allarme dal cielo (Le Ciel sur la tête), regia di Yves Ciampi (1965)
- La guerra è finita (La Guerre est finìe), regia di Alain Resnais (1966)
- Parigi brucia? (Paris brûle-t-il?), regia di René Clément (1966)
- Agli ordini del Führer e al servizio di Sua Maestà (Triple Cross), regia di Terence Young (1966)
- Bella di giorno (Belle de jour), regia di Luis Buñuel (1967)
- Lontano dal Vietnam (Loin du Vietnam), regia di Joris Ivens, William Klein, Claude Lelouch, Agnès Varda, Jean-Luc Godard, Chris Marker e Alain Resnais (1967)
- Jeudi on chantera comme dimanche, regia di Luc de Heusch (1967)
- Sole O (Soleil Ô), regia di Med Hondo (1967)
- La schiuma dei giorni (L'Écume des jours), regia di Charles Belmont (1968)
- Je t'aime, je t'aime - Anatomia di un suicidio (Je t'aime, je t'aime), regia di Alain Resnais (1968)
- Due sporche carogne - Tecnica di una rapina (Adieu l'ami), regia di Jean Vautrin (1968)
- Z - L'orgia del potere (Z), regia di Costa-Gavras (1969)
- L'uomo venuto da Chicago (Un condé), regia di Yves Boisset (1970)
- La signora dell'auto con gli occhiali e un fucile (The Lady in the Car with Glasses and a Gun), regia di Anatole Litvak (1970)
- Il commissario Pelissier (Max et les Ferrailleurs), regia di Claude Sautet (1971)
- Un po' di sole nell'acqua gelida (Un peu de soleil dans l'eau froide), regia di Jacques Deray (1971)
- La divorziata (Les Feux de la chandeleur), regia di Serge Korber (1972)
- 7 cervelli per un colpo perfetto (Trois milliard sans ascenseur), regia di Roger Pigaut (1972)
- Non c'è fumo senza fuoco (Il n'y a pas de fumée sans feu), regia di André Cayatte (1972)
- Il braccio violento della legge Nº 2 (French Connection II), regia di John Frankenheimer (1975)
- L'inquilino del terzo piano (Le Locataire), regia di Roman Polański (1976)
- Mado, regia di Claude Sautet (1976)
- Viaggio di paura (Les Passagers), regia di Serge Leroy (1977)
- Autopsia di un mostro (À chacun son enfer), regia di André Cayatte (1977)
- L'amante tascabile (L'amant de poche), regia di Bernard Queysanne (1978)
- L'amante proibita (La Petite fille en velours bleu), regia di Alan Bridges (1978)
- Strada senza ritorno (Street of No Return), regia di Samuel Fuller (1989)
- Money - Intrigo in nove mosse (Money), regia di Steven Hilliard Stern (1991)
- Germinal, regia di Claude Berri (1993)
- Mon homme, regia di Bertrand Blier (1996)
- Place Vendôme, regia di Nicole Garcia (1998)
- Il patto dei lupi (Le Pacte des loups), regia di Christophe Gans (2001)
- L'avversario (L'Adversaire), regia di Nicole Garcia (2002)

### Televisione
- Il testamento del mostro (Le testament du Docteur Cordelier), regia di Jean Renoir – film TV (1959) - non accreditato
- Jo Gaillard – serie TV, 13 episodi (1975)

## Doppiatori italiani
- Gianni Marzocchi ne Il braccio violento della legge Nº 2, L'inquilino del terzo piano
- Manlio De Angelis in Agli ordini del Führer e al servizio di Sua Maestà
- Sergio Tedesco in Due sporche carogne - Tecnica di una rapina
- Ferruccio Amendola in Z - L'orgia del potere
- Rino Bolognesi in Il commissario Pelissier
- Marcello Tusco in Jo Gaillard
- Giorgio Gusso in Strada senza ritorno
- Pietro Biondi in Place Vendôme
- Vittorio Di Prima in L'avversario